# Île-d'Houat
Île d'Houat (en bretó Enez Houad) és un municipi insular francès, situat a la regió de Bretanya, al departament d'Ar Mor-Bihan. L'any 2006 tenia 311 habitants. Un paisatge de roques el separa de la veïna Hœdic.

## Demografia

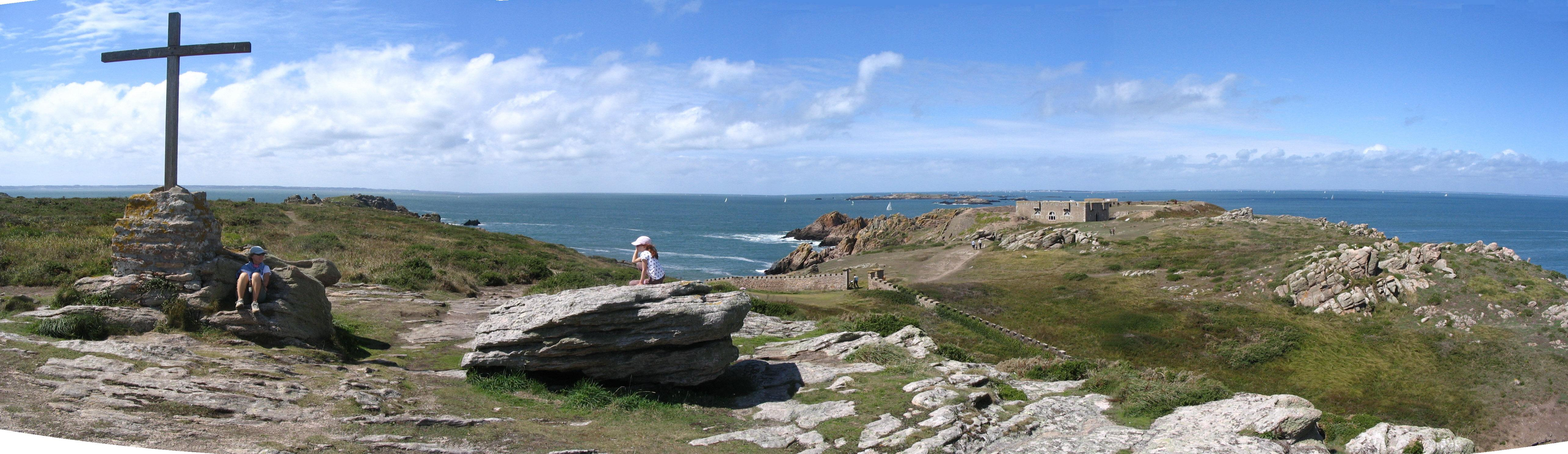
Extrem nord-oest de l'illa, fort dels Beniguets

| 1968                                       | 1975 | 1982 | 1990 | 1999 |
| ------------------------------------------ | ---- | ---- | ---- | ---- |
| 457                                        | 430  | 390  | 390  | 335  |
| Des de 1962: població sense dobles comptes |      |      |      |      |

## Administració
| Període   | Identitat            | Partit |
| --------- | -------------------- | ------ |
| 1954-1977 | Hubert Le Berre      |        |
| 1977-1995 | Joseph Le Hyaric     |        |
| 1995-2008 | Jean Pierre Le Gurun |        |
| 2008-     | Luc Le Gurun         |        |